# Pesewa

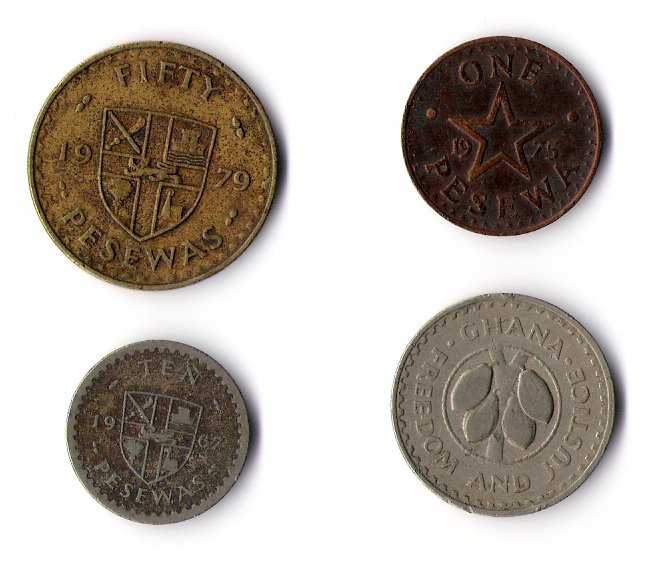
Pesewa-Münzen aus den 1970er und 1990er Jahren, größte Münze 3 cm Durchmesser

Pesewa (Abkürzung p) ist seit 1965 die kleinste offizielle Währungseinheit des westafrikanischen Staates Ghana. 100 Pesewas ergeben einen Cedi.
1965 wurde das nicht dezimale Ghanaische Pfund (1 Pfund = 20 Shilling = 240 Pence) durch den dezimalen Cedi (1 Cedi = 100 Pesewas) ersetzt. Der Umtauschkurs war auf die Kleinmünzen abgestimmt: 1 Pfund = 2,4 Cedis, und somit 1 Penny = 1 Pesewa. So konnten die alten ½-Penny- und 1-Penny-Münzen weiterhin zirkulieren, zusätzlich wurden Münzen zu 5, 10, 25 und 50 Pesewas herausgegeben.
Bei einer weiteren Währungsreform 1967 wurden 1,2 alte Cedis in 1 neuen Cedi umgetauscht. Zu dieser Währung wurden zunächst Münzen im Wert von ½, 1, 2½, 5, 10 und 20 Pesewas geprägt, später kam auch eine 50-Pesewa-Münze hinzu. Mit zunehmender Inflation in den Achtzigerjahren wurden diese Münzen wertlos.
2007 wurde ein neuer Cedi im Verhältnis von 1:10'000 zum alten Cedi eingeführt. Damit tauchte auch die Währungsbezeichnung Pesewa wieder auf, und zwar in Form von Münzen zu 1, 5, 10, 20 und 50 Pesewas.